# Enrico Fontanelli
Enrico Fontanelli (Reggio nell'Emilia, 8 ottobre 1977 – Reggio nell'Emilia, 4 aprile 2014) è stato un tastierista, compositore, produttore discografico e designer italiano, noto per aver fatto parte del gruppo musicale Offlaga Disco Pax.

## Biografia
Ha iniziato la carriera musicale a fine anni novanta come cantante e chitarrista del gruppo Kathleen's, con cui pubblicò un Ep. In seguito ha suonato il basso nel gruppo hardcore Mourn e la chitarra nel gruppo garage-surf Grey Morris & the Dargos.
Nel 2003 ha fondato insieme a Max Collini e Daniele Carretti gli Offlaga Disco Pax, in cui ha ricoperto i ruoli di tastierista, bassista, produttore artistico, nonché autore di tutti gli artwork dei dischi. Nel 2012 ha vinto il premio Best Art Vinyl Italia, grazie all’artwork del vinile di Gioco di società.
È stato inoltre regista e autore del video del brano Respinti all'uscio secondo singolo tratto dall'album Gioco di società e uscito all'inizio del 2013. Lo stesso anno si è occupato della produzione artistica di Glamour, secondo album de I Cani.
È morto nel 2014 a seguito di una malattia.